# 敦賀赤レンガ倉庫
敦賀赤レンガ倉庫（つるがあかレンガそうこ）は、福井県敦賀市の敦賀港にある2棟の赤レンガ倉庫である。
2015年（平成27年）に再整備され、南棟がレストラン館、北棟がジオラマ館として運営されている。

## 歴史
1905年（明治38年）、紐育（ニューヨーク）スタンダード石油会社によって石油貯蔵用の倉庫として建設された。この時代の敦賀港駅からはボート・トレインである欧亜国際連絡列車が発着しており、ロシア帝国を経てヨーロッパに繋がる国際都市として繁栄していた。外国人技師の設計によるため、フィート単位で造られている。ほか、オランダ製煉瓦の使用や内部に柱が見えない等の特徴がある。
2009年（平成21年）1月、北棟・南棟・煉瓦塀が国の登録有形文化財に登録された。

## 展示
明治中期から昭和初期の敦賀港を象徴する施設の一つである。敦賀港一帯はみなとオアシスの登録をしており、当施設はみなとオアシス敦賀の構成施設のひとつである。
観光資源として活用するため、竣工から110年にあたる2015年（平成27年）10月に再整備されオープンした。現在では南棟がレストラン館、北棟がジオラマ館、南側の敷地がオープンガーデンとなっている。ジオラマ館では明治後期から昭和初期の敦賀の最盛期をHOゲージ鉄道模型などを利用することで再現している。
さらに敦賀市は鉄道遺産の街としての観光資源を整備するため、2018年（平成30年）5月、かつて小浜線を走っていたキハ28形気動車を、それまでJR西日本から引き取り、保存していた大阪市の運送業社から購入し、北側隣接地の屋外に展示した。
金ヶ崎地区には敦賀港駅舎を再現した鉄道博物館、同駅ランプ小屋、現在休線となっているJR貨物敦賀港線などがある。赤レンガ倉庫も一体として鉄道遺産を中心とした周辺整備計画も検討されている

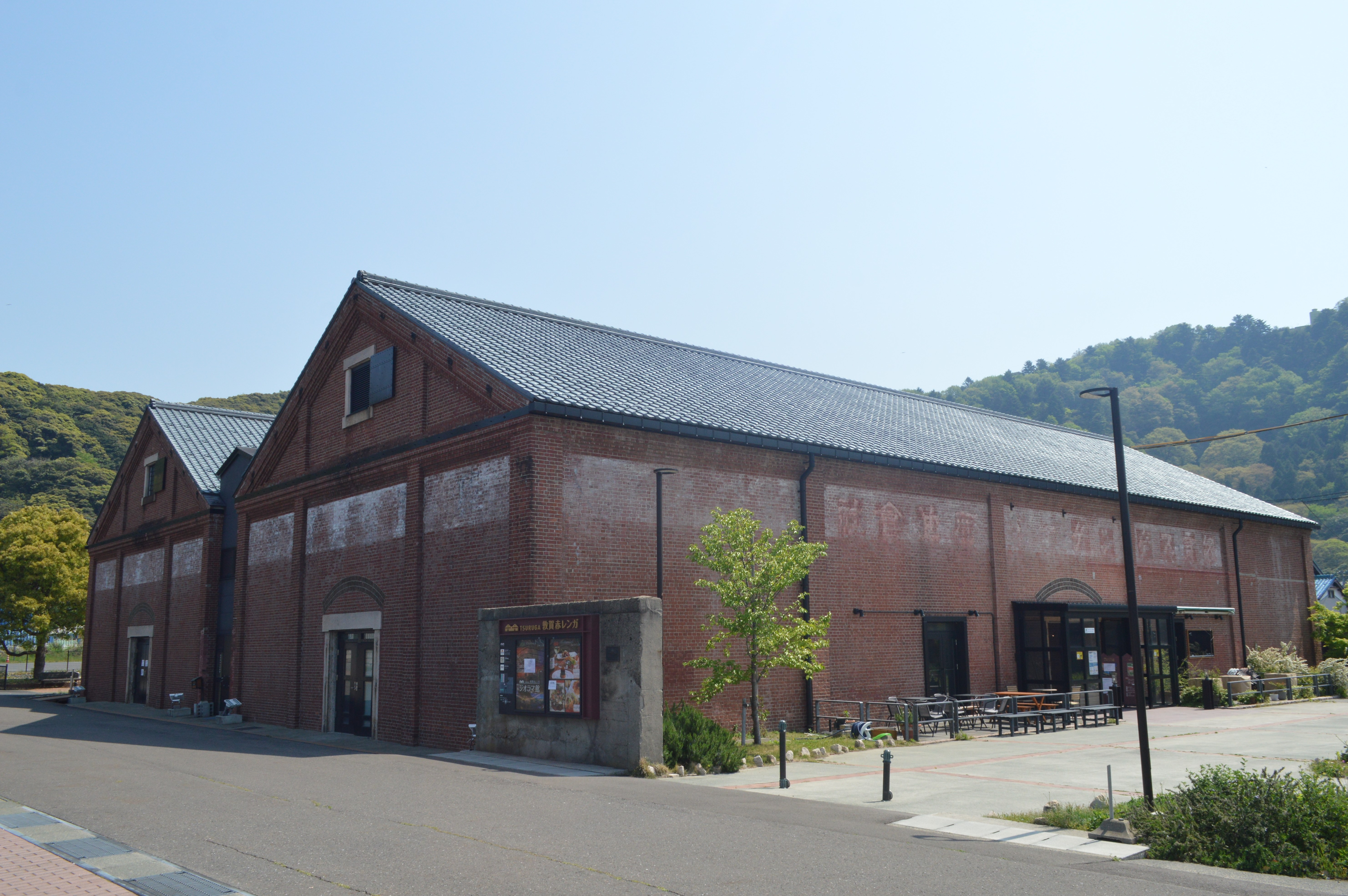
外観
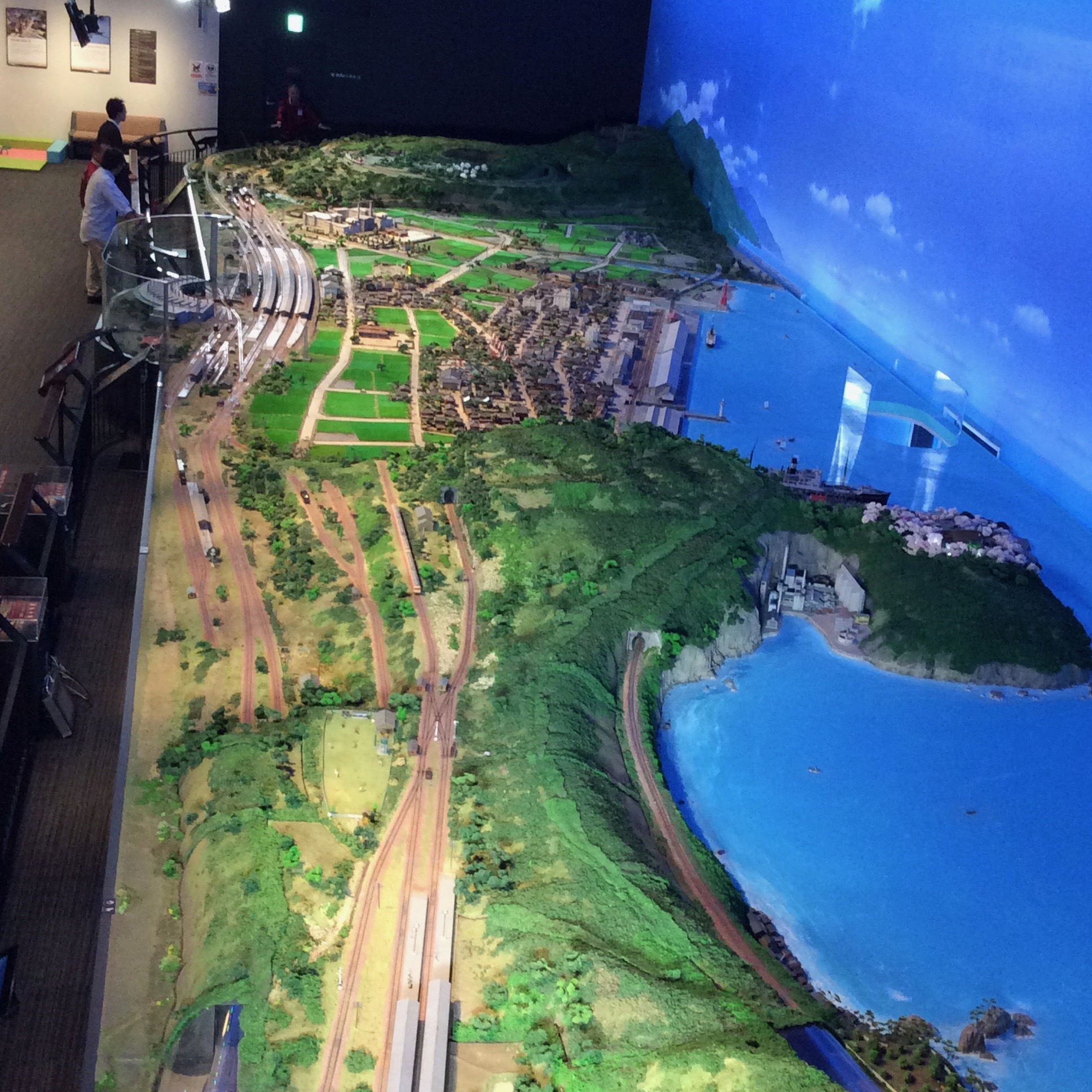
ジオラマ館内部
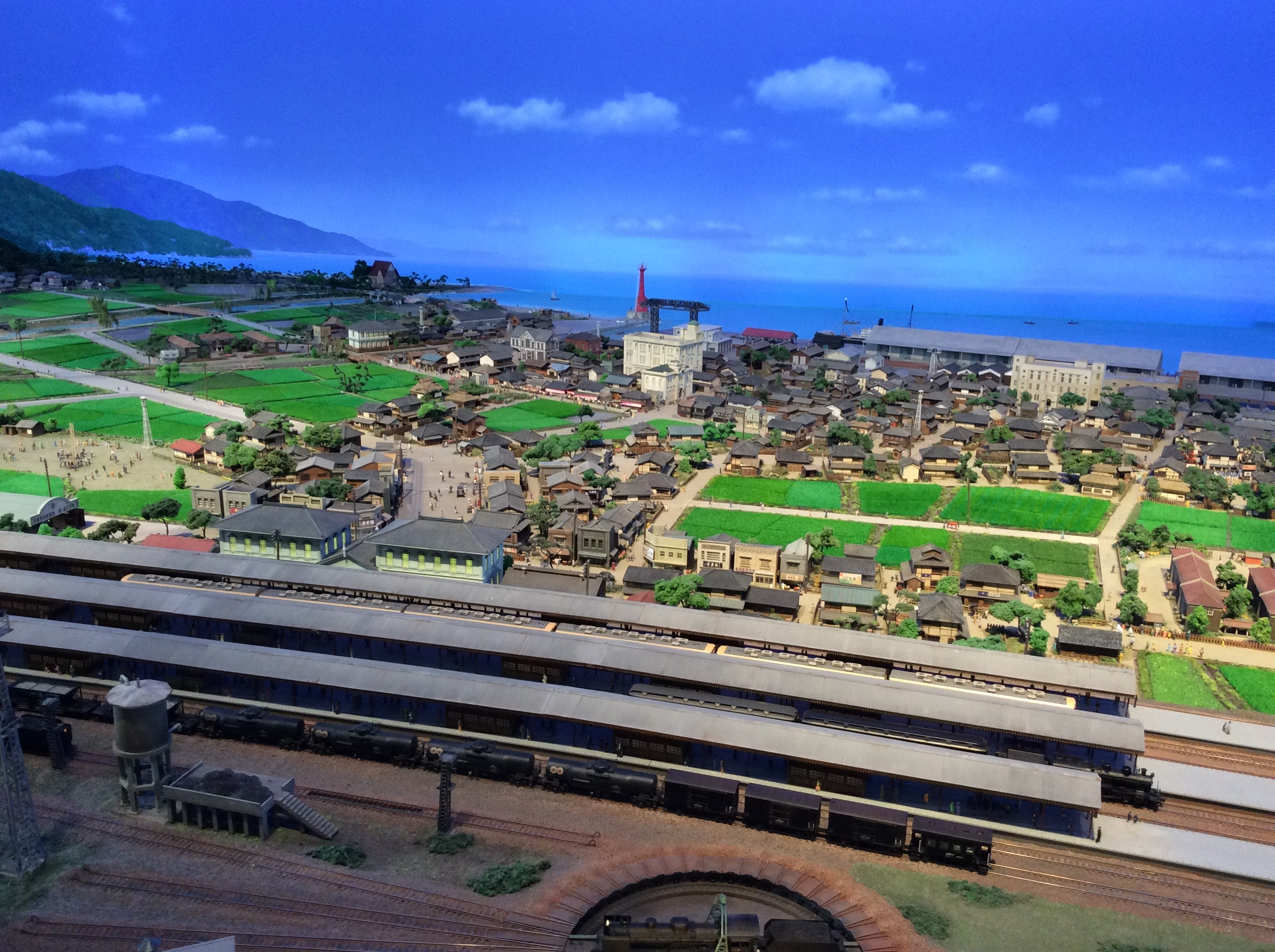
敦賀駅付近のジオラマ
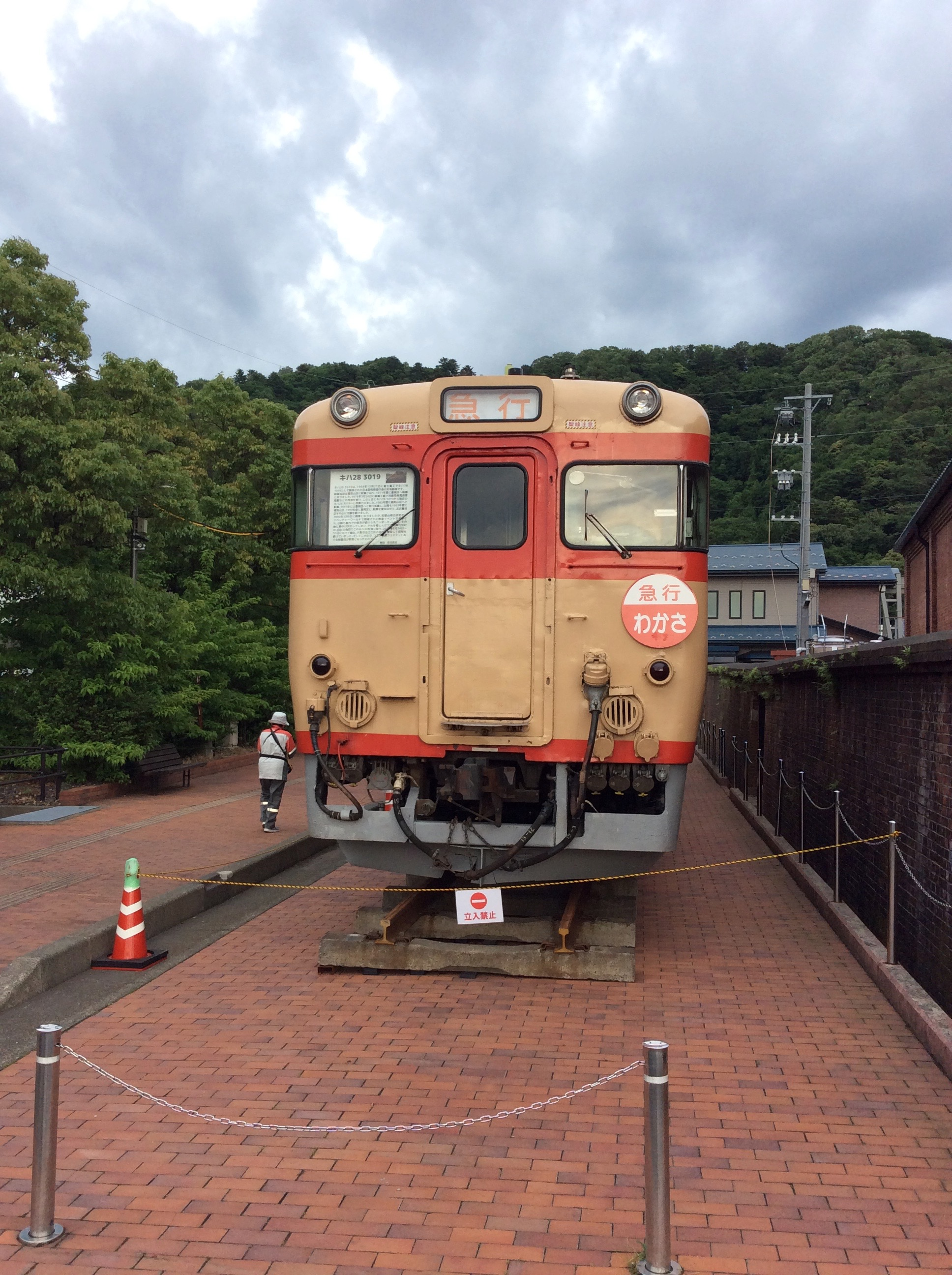
屋外に静態保存されている国鉄キハ28形気動車

## 交通アクセス
- 北陸本線・北陸新幹線・小浜線・ハピラインふくい線 敦賀駅から徒歩で約30分。
- 敦賀駅からぐるっと敦賀周遊バス（観光ルート）で「赤レンガ倉庫」停留所下車、徒歩すぐ。

## 利用案内
- レストラン館
  - 入場料：無料
  - 開館時間：9:30 - 22:00
  - 休館日：水曜日（祝日の場合その翌日）、12月30日から翌年1月2日[7]。
- ジオラマ館
  - 入場料：有料
  - 開館時間：9:30 - 17:30（最終入館は17：00）
  - 休館日：水曜（祝日の場合その翌日）、年末年始（12月30日から翌年1月2日）

## 周辺情報
- 敦賀港 - 金ヶ崎緑地 - きらめきみなと館 - 旧敦賀港駅舎 - 洲崎の高灯籠 - ランプ小屋 - 敦賀倉庫群 - 人道の港 敦賀ムゼウム
- 敦賀市立博物館
- みなとつるが山車会館
- 紙わらべ資料館
- 気比松原
- 氣比神宮